# Nachrichten aus dem Engels-Haus
Die Nachrichten aus dem Engels-Haus erschienen zwischen 1978 und 1998. Sie waren eine in unregelmäßigen Abständen erscheinende Schriftenreihe des Engels-Hauses, die sich mit Friedrich Engels, insbesondere mit seiner Biografie beschäftigte. Daneben wurde auch die Familie von Friedrich Engels und seines Bekanntenkreises durch Quelleneditionen erschlossen. Die Hefte 1 bis 11 wurden nicht über den Buchhandel vertrieben.
Unter der Leitung von Michael Knieriem waren die Schriften aus dem Engels-Haus in Wuppertal als Beitrag zur Marx-Engels Forschung, insbesondere der Marx-Engels-Gesamtausgabe gedacht.

„Nun mehr wird es durch die Herausgabe der ‚Nachrichten aus dem Engels-Haus‘ möglich sein, mit den laufenden Forschungsergebnissen zu Leben und Werk von Friedrich Engels selbst sowie auch zu Teilbereichen seines sozialen, wirtschaftlichen und geistig-politischen Umfeldes an die interessierte Öffentlichkeit heranzutreten. Zugleich soll dieses Organ eine Lücke schließen, die bisher durch das Fehlen einer solchen Publikation bestanden hat.“

## Die veröffentlichten Hefte
- Heft 1: Michael Knieriem: Die Entwicklung der Firma Caspar Engels Söhne. Zugleich ein Beitrag zum sozialen Umfeld des jungen Engels. Seidelmeier, Wuppertal 1978, ISBN 3-8130-0012-5.[2]
- Heft 2: Michael Knieriem: Über Friedrich Engels. Privates, Öffentliches und Amtliches. Aussagen und Zeugnisse von Zeitgenossen. ceres, Wuppertal 1979.
- Heft 3: Michael Knieriem: Engels’ Mitschüler auf der Barmer Stadtschule und deren Militärverhältnisse.[3] Hans Pelger: Friedrich Engels und die Kirchenstreitigkeiten von 1840. Ein Nachtrag.[4] Roy Whitfield: Die Wohnorte Friedrich Engels’ in Manchester von 1850–1869.[5] Volkmar Wittmütz: Friedrich Engels in der Barmer Stadtschule 1829–1834.[6] ceres, Wuppertal 1980.
- Heft 4:  Michael Knieriem: Über Friedrich Engels. Privates, Öffentliches und Amtliches. Aussagen und Zeugnisse von Zeitgenossen 1846–1849 mit einem Nachtrag 1840–1844. Neusser, Wuppertal 1986.
- Heft 5: Michael Knieriem: „Gewinn unter Gottes Segen“. Ein Beitrag zu Firmengeschichte und geschäftlicher Situation von Friedrich Engels. Aus dem Archiv der Firma Ermen & Engels in Engelskirchen. Schmidt, Neustadt an der Aisch 1988.
- Heft 6, 7, 8: Die Herkunft des Friedrich Engels. Briefe aus der Verwandtschaft 1791–1847. Hrsg. von Michael Knieriem. Texte bearbeitet von Margret Dietzen, Michael Knieriem, Elisabeth Neu. Trier 1991, ISBN 3-926132-12-4 (zugleich Schriften aus dem Karl-Marx-Haus Heft 42)
- Heft 9: Michael Knieriem mit einem Textbeitrag von Hans Helmich. Geistliche Briefe an Johann Caspar Engels und seine Frau Louise, geb. Noot, 1798–1821. Zugleich ein Betrag zum Collenbuschianismus im Wuppertal. Schmidt, Neustadt an der Aisch 1992.
- Heft 10: Michael Knieriem: „Wir wollen dem Wuppertale einen Namen machen…“ Eine Dokumentation zur Entstehungsgeschichte des Elberfelder Literaturkränzchens 1838–1844. Schmidt, Neustadt an der Aisch 1994.[7]
- Heft 11: Erhard Kiehnbaum: „Wäre ich auch zufällig Millionär geworden, meine Gesinnungen und Überzeugungen würden dadurch nicht gelitten haben…“ Friedrich Annekes Briefe an Friedrich Hammacher 1846–1859. Schmidt, Neustadt an der Aisch 1998, ISBN 3-87707-518-5.

## Außerhalb der Reihe erschienen
- Friedrich Engels. Cola di Rienzi. Ein unbekannter dramatischer Entwurf. Bearb. und eingel. von Michael Knieriem, Peter Hammer Verlag, Wuppertal 1974, ISBN 3-87294-070-8.
- Hans Pelger, Michael Knieriem: Friedrich Engels als Bremer Korrespondent des Stuttgarter „Morgenblatts für gebildete Leser“ und der Augsburger „Allgemeinen Zeitung“. (Schriften aus dem Karl-Marx-Haus Heft 15). Karl-Marx-Haus, Trier 1975.
- Michael Knieriem: Bekannte und unbekannte Daten zu Karl Marx und Friedrich Engels, während der Brüsseler Zeit 1845–1848. In: Protokoll des Internationalen Kolloquiums der Marx-Engels-Stiftung e. V. am 28. November 1980 in Wuppertal-Elberfeld. Voerckel, Wuppertal 1981, S. 72–107.